# Berthold Zeller
Berthold Zeller (* 25. September 1848 in Rennes; † 4. April 1899 in Paris) war ein französischer Historiker.

## Leben
Er war der Sohn des Historikers Jules Zeller und studierte 1860 bis 1872 an der École normale supérieure (Paris) mit der Agrégation in Geschichte 1872. Zeller war Professor für Geschichte am Lyzeum in Bourges, ab 1873 in Amiens, ab 1876 in Paris am Collège Rollin und bald darauf im Lycée Charlemagne. Danach war er Repetitor für Geschichte an der École polytechnique und Maitre de conférence an der Sorbonne, an der er 1880 promoviert wurde.
Von ihm stammen Biographien und Untersuchungen über Richelieu, Ludwig XIII., Maria de’ Medici und Heinrich IV.
Er war 1876 bis 1888 Herausgeber der Reihe  L’histoire de France racontée par les contemporains bei Hachette.

## Schriften
- mit L. Lalanne: La Gaule et les Gaulois, d’après les écrivains grecs et latins. Hachette, Paris 1876 (begonnen von Lalanne, fortgesetzt von Zeller)
- Henri IV et Marie de Médicis, d’après des documents nouveaux tirés des archives de Florence et de Paris. Didier, Paris 1877
- Le Connétable de Luynes, Montauban et la Valteline, d’après les archives d’Italie. Didier, Paris 1879
- Études critiques sur le règne de Louis XIII. Band 1: Le Connétable De Luynes, Montauban et la Valteline d’après les archives d’Italie. 1879, archive.org
- Études critiques sur le règne de Louis XIII. Band 2: Richelieu et les ministres de Louis XIII de 1621 à 1624. La cour, le gouvernement, la diplomatie, d’après les archives d’Italie, thèse de doctorat ès lettres. Hachette, Paris 1880, archive.org
- Henri IV. Hachette, Paris 1882
- Richelieu. Hachette 1884, archive.org
- La minorité de Louis XIII, Marie de Médicis et Villeroy. Étude nouvelle, d’après les documents florentins et vénitiens. Hachette, Paris 1897, archive.org
- Louis XIII, Richelieu ministre. Étude nouvelle, d’après les documents florentins et vénitiens. Hachette, Paris 1898